# トニー・スコット
トニー・スコット（Tony Scott、1944年7月21日 - 2012年8月19日）は、イギリスの映画監督、映画プロデューサーである。

## プロフィール
3人兄弟の末っ子として生まれる。次兄は、映画監督のリドリー・スコット。細かいカットの切り返しや大仰ともいえる映像装飾が特徴。
ロンドン王立美術大学で学び、画家として生計を立てていたが、1970年代に兄のリドリーのCM制作会社に入り、CMディレクターとして数多くのコマーシャルを手がけた。1970年にリドリーとともに映画製作会社スコット・フリー・プロダクションズを設立した。
1983年の『ハンガー』（The Hunger）で長編映画監督デビュー。兄の後を追って、活動の拠点をアメリカに移す。1986年の『トップガン』（主演：トム・クルーズ）の大ヒットにより、メジャー映画監督の一人になった。
2012年8月19日、カリフォルニア州サンペドロのヴィンセント・トーマス橋から飛び降り死亡した。68歳没。遺書が見つかっており、自殺とみられる。体内から少量の抗うつ薬と睡眠薬を検出したが、特別な病気は患っていなかった。

## 私生活
妻の Donna との間に、Max と Frank という双子の息子がいる。
『ビバリーヒルズ・コップ2』に出演した、当時シルヴェスター・スタローンの妻だったブリジット・ニールセンはトニー・スコットとの浮気を告白している。

## 製作作品

### 映画
| 年   | 題名                                        | 役割       | 備考                           |
| ---- | ------------------------------------------- | ---------- | ------------------------------ |
| 1965 | 少年と自転車 Boy and Bicycle                | 出演       | 短編映画 役名：少年（The Boy） |
| 1968 | One of the Missing                          | 監督・脚本 | 短編映画                       |
| 1983 | ハンガー The Hunger                         | 監督       |                                |
| 1986 | トップガン Top Gun                          | 監督       |                                |
| 1987 | ビバリーヒルズ・コップ2 Beverly Hills Cop Ⅱ | 監督       |                                |
| 1990 | リベンジ Revenge                            | 監督       |                                |
| 1990 | デイズ・オブ・サンダー Days of Thunder      | 監督       |                                |
| 1991 | ラスト・ボーイスカウト The Last Boy Scout   | 監督       |                                |
| 1993 | トゥルー・ロマンス True Romance             | 監督       |                                |
| 1995 | クリムゾン・タイド Crimson Tide             | 監督       |                                |
| 1996 | ザ・ファン The Fan                          | 監督       |                                |
| 1998 | エネミー・オブ・アメリカ Enemy of the State | 監督       |                                |
| 2001 | スパイ・ゲーム Spy Game                     | 監督       |                                |
| 2004 | マイ・ボディガード Man on Fire              | 監督・製作 |                                |
| 2005 | ドミノ Domino                               | 監督・製作 |                                |
| 2006 | デジャヴ Déjà Vu                            | 監督       |                                |
| 2009 | サブウェイ123 激突 The Taking of Pelham 123 | 監督・製作 |                                |
| 2010 | アンストッパブル Unstoppable                | 監督・製作 |                                |

### ドラマシリーズ
| 年        | 題名                                     | 役割             |
| --------- | ---------------------------------------- | ---------------- |
| 1997-2000 | ザ・ハンガー プレミアム The Hunger       | 監督・製作総指揮 |
| 2005-2009 | NUMBERS 天才数学者の事件ファイル Numbers | 監督・製作総指揮 |
| 2009-2012 | グッド・ワイフ 彼女の評決 The Goof Wife  | 製作総指揮       |

### ミュージックビデオ
| 年   | アーティスト名     | 曲名                            |
| ---- | ------------------ | ------------------------------- |
| 1986 | ケニー・ロギンス   | デンジャー・ゾーン Danger Zone  |
| 1988 | ジョージ・マイケル | ワン・モア・トライ One More Try |

### コマーシャル
- DIM Underwear（1979年）
- バークレー銀行（2000年）
- テレコム・イタリア（2000年） - マーロン・ブランドとウディ・アレンが出演。
- アメリカ陸軍（2002年）
- マールボロ（2003年）